# 文京区立指ケ谷小学校
文京区立指ケ谷小学校（ぶんきょうくりつさすがやしょうがっこう）は、東京都文京区白山2丁目に位置する公立小学校。現在の校舎は2代目である。

## 概要
1915年（大正4年）4月1日、東京市指ケ谷尋常小学校として開校。1941年（昭和16年）4月1日、東京府東京市指ケ谷国民学校に改称。1943年（昭和18年）7月1日、東京都指ケ谷国民学校に改称。1947年（昭和22年）4月1日に現在の校名となる。
1997年（平成9年）には旧文部省から「歯と口の健康づくり」の推進指定校に選ばれ、2001年（平成13年）には東京都の人権尊重教育推進校指定の区研究協力校に選ばれるなど、様々な面での取り組みを行っている。
2023年（令和5年）1月 - 全教科 区教育研究協力校となる。
校歌の作詞は10代校長の鈴木修山、作曲は作曲家の福井直秋である。
学校の裏手には、学校のシンボルである「けやきの森」がある。 
なお、指ケ谷小学校の読みは「さすがや」だが、近くにある区立保育園はさしがや保育園と同じ地域名が由来だが読みが異なっている。これは保育園設立の際に、地域名の指ヶ谷町（さすがやちょう）を聞き間違えたためと言われている。

## 周辺
白山通りから少し入った住宅街に立地している。

### 主な周辺施設
- 白山交番
- 私立ひかり保育園（向かいにある）
- 区立さしがや保育園
- 白山閣（旧細川邸）
- 小石川植物園

### 交通
- 都営地下鉄三田線白山駅より徒歩6分
- 文京区コミュニティバスBーぐる 指ヶ谷小学校停留所より徒歩1分

## 著名な出身者
- 糸居五郎  （アナウンサー）